# ژپنگوو
ژپنگوو (به لهستانی:  Rzepniewo) یک روستا در لهستان است که در گمینا بیلسک پودلاسکی واقع شده‌است.